# Vector de Burgers

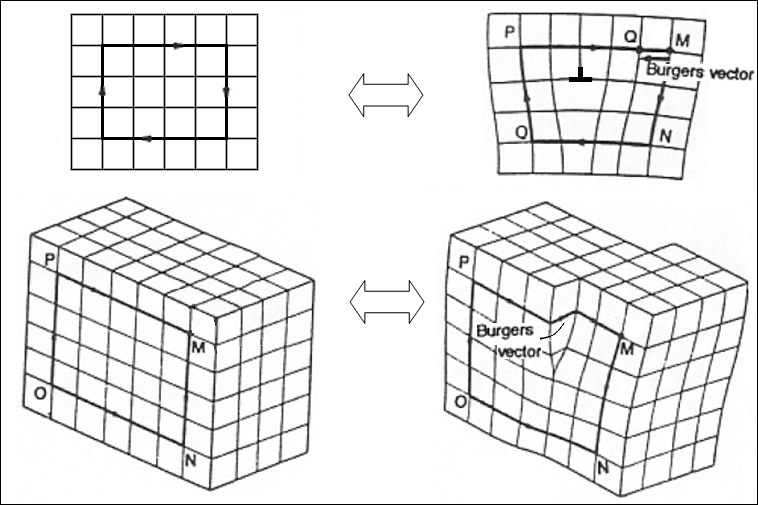
Vector de Burgers d'una dislocació en aresta (a dalt) i d'una d'helicoïdal (a baix). Sobre els cristalls perfectes (a l'esquerra) el circuit de Burgers es tanca ell mateix, mentre que en els que tenen una dislocació (a ladreta) és necessari introduir el vector de Burgers per tancar-los.

En física de l'estat sòlid, el vector de Burgers es defineix com el vector de la xarxa necessari per tancar un circuit de Burgers que enclou una línia de dislocació, suposant que es traça un camí en una xarxa atòmica cristal·lina que recorre el mateix nombre d'àtoms en una direcció. En cas que el cristall sigui perfecte, el camí es tanca per si mateix; en canvi, si el camí enclou en el seu interior una línia de dislocació, és necessari incloure un vector addicional per poder tancar-lo: aquest vector és el vector de Burgers.
Matemàticament es pot definir el vector de Burgers com la circulació del vector de desplaçament atòmic al llarg d'una línia tancada que envolta la dislocació:
{\displaystyle {\vec {b}}=\oint _{C}\,d{\vec {u}}}
El vector de Burgers és característic de l'estructura cristal·lina i no depèn de la posició o orientació de línia de dislocació.
L'orientació relativa de la línia de dislocació respecte al vector de Burgers permet caracteritzar el tipus de dislocació, de manera que quan la línia de dislocació discorre paral·lela al vector de Burgers es tracta d'una dislocació helicoïdal, mentre que les línies de dislocació perpendiculars al vector pertanyen a dislocacions en aresta (també anomenades de Taylor o de vora). En les dislocacions mixtes, l'angle entre la línia de dislocació i el vector de Burgers pot prendre qualsevol valor.
L'energia elàstica introduïda en un cristall per la presència d'una dislocació és directament proporcional al quadrat del mòdul del vector de Burgers, per la qual cosa només aquells vectors de la xarxa que minimitzin l'energia introduïda per la dislocació –és a dir, aquells de menor mòdul– poden ser vectors de Burgers.